# Paepalanthus sphaerulifer
Paepalanthus sphaerulifer är en gräsväxtart som beskrevs av Silveira. Paepalanthus sphaerulifer ingår i släktet Paepalanthus och familjen Eriocaulaceae. Inga underarter finns listade i Catalogue of Life.